# Präsidentschaftswahl in El Salvador 2019

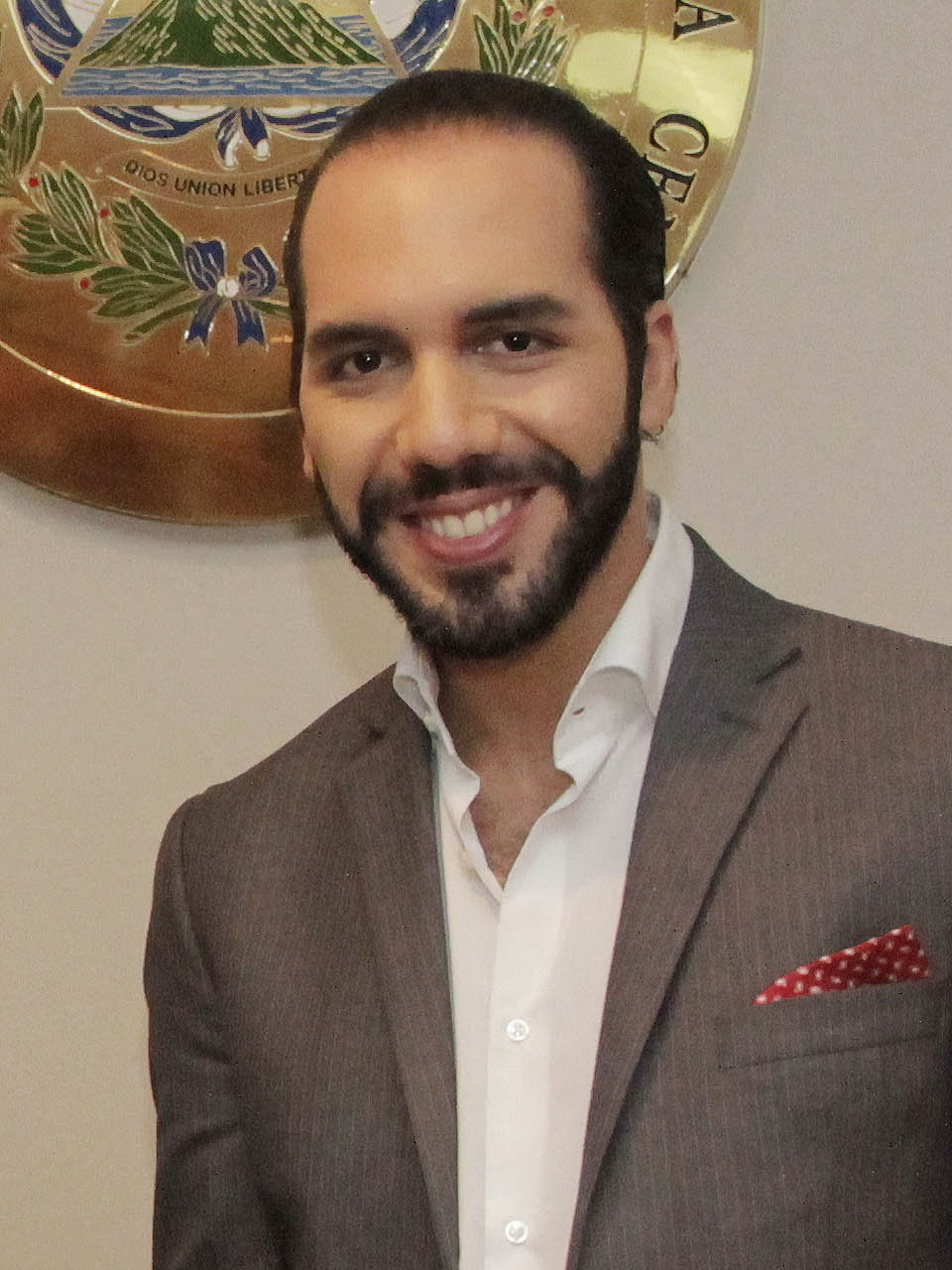
Nayib Bukele

Die Präsidentschaftswahl in El Salvador 2019 wurde von Nayib Bukele gewonnen. Der 37-Jährige von der konservativen Gran Alianza por la Unidad Nacional (GANA) (deutsch Große Allianz der Nationalen Einheit) erhielt am 3. Februar 2019 im ersten Wahlgang 53 % der gültigen Stimmen. Bukele war früher Bürgermeister der Hauptstadt San Salvador.
Zum Vizepräsidenten wurde Félix Ulloa gewählt.

## Ergebnis
| Partei | Partei                             | Präsident      | Vizepräsident    | %       |
| ------ | ---------------------------------- | -------------- | ---------------- | ------- |
|        | GANA                               | Nayib Bukele   | Félix Ulloa      | 53,10 % |
|        | ARENA unterstützt von PCN, PDC, DS | Carlos Calleja | Carmen Aída Lazo | 31,72 % |
|        | FMLN                               | Hugo Martínez  | Karina Sosa      | 14,41 % |
|        | VAMOS                              | Josué Alvarado | Roberto Rivera   | 00,77 % |